# Isabelia pulchella
Isabelia pulchella är en orkidéart som först beskrevs av Friedrich Fritz Wilhelm Ludwig Kraenzlin, och fick sitt nu gällande namn av C.Van den Berg och Mark W. Chase. Isabelia pulchella ingår i släktet Isabelia och familjen orkidéer. Inga underarter finns listade i Catalogue of Life.

## Bildgalleri

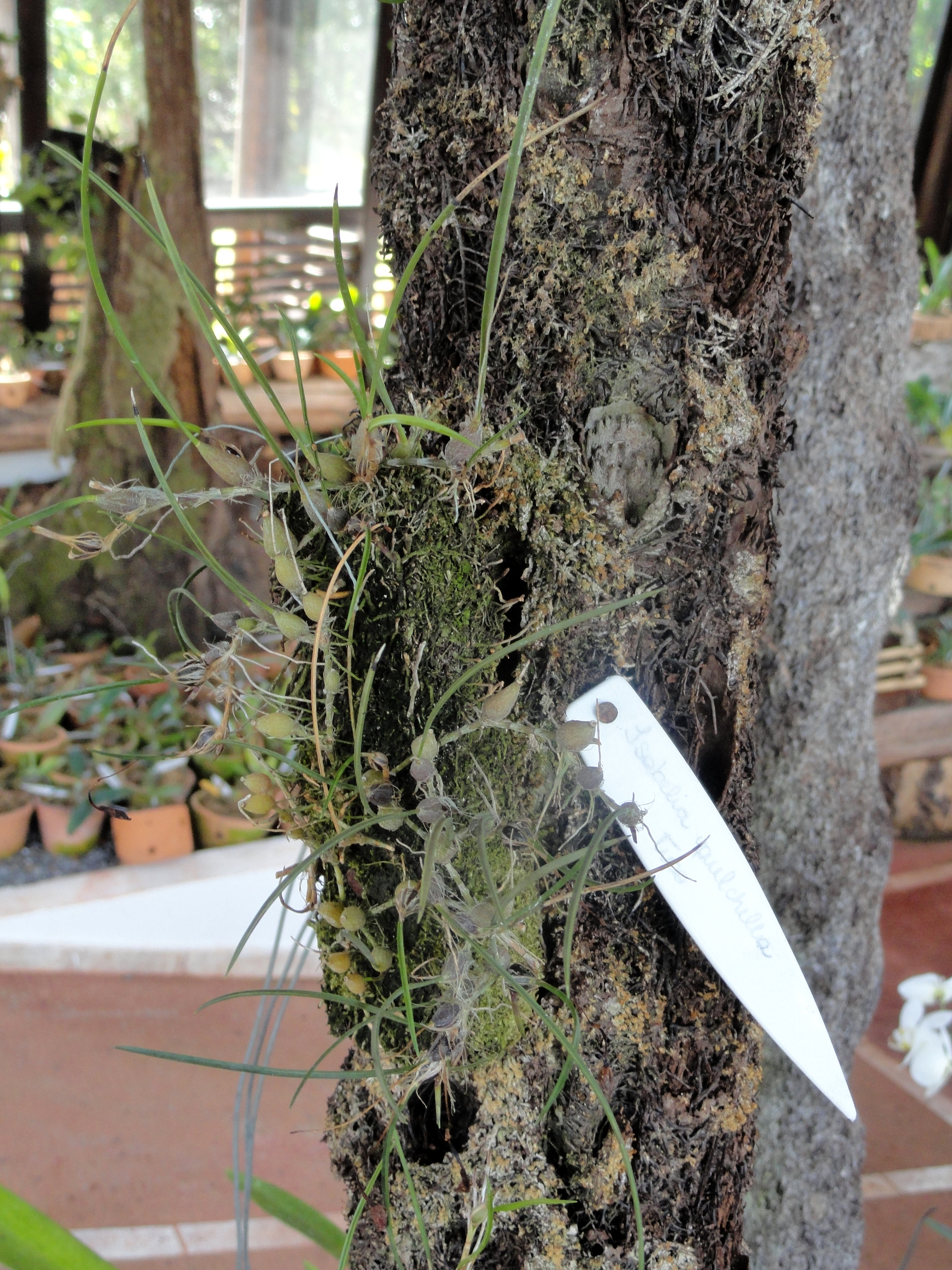